# Carolle Zahi
Carolle Zahi, née le 12 juin 1994 à Bingerville (Côte d'Ivoire), est une athlète franco-ivoirienne, spécialiste des épreuves de sprint.

## Biographie
Elle débute l'athlétisme en 2011 à Toulouse, et pour sa première année de compétition, elle remporte le titre de championne de France cadette, avant de se classer troisième des championnats de France juniors en 2012 et 2013. En fin de saison 2013, elle décide de rejoindre le groupe d'entrainement d'Alex Ménal au pôle de Fontainebleau. Licenciée désormais à l'Athle Sud 77, elle obtient la nationalité française en novembre 2015 et participe pour la France à sa première compétition internationale majeure en mars 2016, les championnats du monde en salle de Portland, où elle est éliminée dès les séries du 60 mètres en 7 s 36. Quelques jours plus tôt, à Aubière, Zahi avait été sacrée championne de France du 60 m en 7 s 18 (record personnel), son premier titre national élite. Créditée de 11 s 28 sur 100 m le 4 juin 2016 à Radès, elle est sélectionnée dans l'équipe du relais 4 × 100 m pour les Jeux olympiques en tant que remplaçante. 
En début de saison 2017, elle participe aux relais mondiaux à Nassau et permet à l'équipe de France d'obtenir sa qualification pour les championnats du monde 2017 en prenant la cinquième place du relais 4 × 100 m en 43 s 90. Le 14 mai 2017, lors du meeting de Montgeron, Zahi porte son record personnel du 100 m à 11 s 20, s'approchant des minimas fixés à 11 s 18 pour se rendre aux championnats du monde. Elle réalise les minimas le 1er juin à l'occasion du Meeting de Montreuil en courant au temps près, soit 11 s 18 et remporte par la même occasion la course. Le 24 juin, au cours des championnats d'Europe par équipes à Villeneuve-d'Ascq , elle remporte l'épreuve du 100 m en 11 s 19. Le 15 juillet, elle porte son record personnel à 11 s 13 à l'occasion de sa victoire aux championnats de France, à Marseille.
Le 2 mars 2018, aux championnats du monde en salle de Birmingham, Carolle Zahi réalise le meilleur chrono des séries en 7 s 11, son nouveau record personnel. En demi-finale, elle prend la 2e place qualificative directe pour la finale en 7 s 17, derrière Mujinga Kambundji. Première française qualifiée pour une finale du 60 m depuis 2010, Zahi termine à une honorable 7e place en 7 s 19.
Le 7 juillet 2018, Carolle Zahi remporte la finale du 100 m des championnats de France d'Albi en explosant son record personnel en 11 s 01 (+ 1,5 m/s), devant Orlann Ombissa-Dzangue (11 s 06) et Orphée Neola (11 s 15). Elle réalise ainsi le meilleur chrono français depuis Christine Arron en 2005, mais surtout devient la 4e meilleure performeuse française de l'histoire derrière Arron, Marie-José Pérec et Muriel Hurtis. Le 7 août, Zahi termine à la 7e place des championnats d'Europe de Berlin en 11 s 20. Cinq jours plus tard, avec le relais 4 x 100 m, elle termine à la 5e place de la finale en 43 s 10.
Le 4 août 2019, à Ninove, elle descend sous les 23 secondes au 200 m en 22 s 85 (+ 0,8 m/s).
En août 2021 lors des Jeux olympiques à Tokyo, elle atteint avec ses coéquipières Gémima Joseph, Orlann Ombissa-Dzangue et Cynthia Leduc la finale du relais 4 × 100 m féminin lors de laquelle elles échouent cependant à la septième place en 42 s 89.

## Palmarès

### International
| Date | Compétition                       | Lieu              | Résultat | Épreuve   | Temps         |
| ---- | --------------------------------- | ----------------- | -------- | --------- | ------------- |
| 2017 | Relais mondiaux                   | Nassau            | 5e       | 4 × 100 m | 43 s 90       |
| 2017 | Championnats d'Europe par équipes | Villeneuve-d'Ascq | 1re      | 100 m     | 11 s 19       |
| 2018 | Championnats du monde en salle    | Birmingham        | 7e       | 60 m      | 7 s 19        |
| 2018 | Jeux méditerranéens               | Tarragone         | 1re      | 200 m     | 23 s 02       |
| 2018 | Jeux méditerranéens               | Tarragone         | 1re      | 4 x 100 m | 43 s 29       |
| 2018 | Championnats d'Europe             | Berlin            | 7e       | 100 m     | 11 s 20       |
| 2018 | Championnats d'Europe             | Berlin            | 5e       | 4 x 100 m | 43 s 10       |
| 2019 | Relais mondiaux                   | Yokohama          | 1re      | 4 x 200 m | 1 min 32 s 16 |
| 2019 | Championnats d'Europe par équipes | Bydgoszcz         | 1re      | 100 m     | 11 s 31       |
| 2019 | Championnats d'Europe par équipes | Bydgoszcz         | 1re      | 4 x 100 m | 43 s 09       |
| 2019 | Jeux mondiaux militaires          | Wuhan             | 1re      | 100 m     | 11 s 36       |
| 2021 | Championnats d'Europe en salle    | Toruń             | 6e       | 60 m      | 7 s 26        |

### National
- Championnats de France d'athlétisme :
  - Vainqueur du 100 m en 2017, 2018, 2019 et 2020
  - Vainqueur du 200 m en 2018, 2020 et 2021
- Championnats de France d'athlétisme en salle :
  - Vainqueur du 60 m en 2016, 2018 et 2025

## Records
| Épreuve | Temps   | Lieu       | Date           |
| ------- | ------- | ---------- | -------------- |
| 60 m    | 7 s 11  | Birmingham | 2 mars 2018    |
| 100 m   | 11 s 01 | Albi       | 7 juillet 2018 |
| 200 m   | 22 s 85 | Ninove     | 3 août 2019    |